# Ronde van Noorwegen (vrouwen, 2025-)
De Ronde van Noorwegen is een meerdaagse wielerwedstrijd voor vrouwen in Noorwegen die sinds 2025 wordt georganiseerd naast de mannenversie.
De eerste editie werd gewonnen door de Noorse Mie Bjørndal Ottestad, die in de slotetappe naar de etappe- en eindzege soleerde.

## Lijst van winnaressen
Mannen:
2011 · 2012 · 2013 · 2014 · 2015 · 2016 · 2017 · 2018 · 2019 · 2020 ·2021 · 2022 · 2023 · 2024 · 2025
Vrouwen:
2025